# 変形四角反柱
変形四角反柱（へんけいしかくはんちゅう、英: Snub square antiprism）は、85番目のジョンソンの立体で、正反四角柱を切り開いて間に16枚の正三角形を入れたものである。

## 関連図形
| 正反四角柱 （特定の部分の正三角形16枚を除去） | 正二十面体 （底面の角の数を減らす） | 変形立方体 （特定の部分に正三角形8枚と正方形4枚を追加） |